# Премия «Оскар» лучшему хореографу
Премия «Оскар» лучшему хореографу — награда Американской академии киноискусства, присуждавшаяся ежегодно в период с 1936 по 1938 годы. Награду получал хореограф, поставивший один или несколько танцевальных номеров для какого-либо кинофильма. Категория была упразднена с 1939 года.
Имена победителей выделены жирным шрифтом, в скобках указаны названия музыкальных композиций, для которых были созданы танцевальные номера.

## Победители и номинанты
1936
- Дэйв Гулд — «Мелодия Бродвея 1936 года» («I’ve Got a Feeling You’re Fooling») и «Фоли Бержер» («Straw Hat»)
  - Басби Бёркли — «Золотоискатели 1935-го» («Lullaby of Broadway», «The Words Are in My Heart»)
  - Бобби Коннолли — «Певица с Бродвея» («Playboy from Paree») и «Пускайся в пляс» («Latin from Manhattan»)
  - Сэмми Ли — «Король бурлеска» («Lovely Lady», «Too Good to Be True»)
  - Гермес Пан — «Цилиндр» («Top Hat»)
  - ЛеРой Принз — «Вся королевская конница» («Viennese Waltz») и «Большое радиовещание в 1936 году» («It’s the Animal in Me»)
  - Б. Земак — «Она» («Hall of Kings»)

1937
- Сеймур Феликс — «Великий Зигфелд» («A Pretty Girl Is Like a Melody»)
  - Басби Бёркли — «Золотоискатели 1937-го» («Love and War»)
  - Бобби Коннолли — Кейн и Мейбл («1000 Love Songs»)
  - Дэйв Гулд — «Рождённая танцевать» («Swingin' the Jinx Away»)
  - Джек Хаскелл — «Одна на миллион» («Skating Ensemble»)
  - Гермес Пан — «Время свинга» («Bojangles of Harlem»)
  - Расселл Льюис — «Танцующий пират» («The Finale»)

1938
- Гермес Пан — «Девичьи страдания» («Fun House»)
  - Сэмми Ли — «Али-баба отправляется в город» («Swing Is Here to Stay»)
  - Дэйв Гулд — «День на скачках» («All God’s Children Got Rhythm»)
  - ЛеРой Принз — «Свадьба на Вайкики»
  - Гарри Лози — «Тонкий лёд» («Prince Igor Suite»)
  - Бобби Коннолли — «Ready, Willing and Able» («Too Marvelous for Words»)
  - Басби Бёркли — «Varsity Show» («The Finale»)